# The Great Destroyer
Albums de Low
Trust
(2002) Drums and Guns
(2007)
The Great Destroyer est le 7e album du groupe de rock alternatif Low, paru en janvier 2005. Il marque leur première collaboration avec Sub Pop.

## Histoire
L'album The Great Destroyer, produit par Dave Fridmann, est édité par Sub Pop en janvier 2005. Il marque une évolution dans le son du groupe, connu pour sa musique lente et calme, grâce à des arrangements plus complexes et des tempos plus variés.
Le titre California en est extrait et édité en single. Le EP Tonight the Monkeys Die sort en 2006. Il présente une série de remix de Monkey, l'un des titres figurant sur l'album.
Alan Sparhawk souffre de dépression nerveuse durant la tournée de promotion organisée après la sortie du disque. Celle-ci est interrompue alors que Low se trouve en Europe. Après une parenthèse de plusieurs mois, et le départ du bassiste Zak Sally, Sparhawk et Mimi Parker reprennent la route durant l'hiver 2005 accompagnés par Matt Livingston.

## Liste des titres
1. Monkey
2. California
3. Everybody's Song
4. Silver Rider
5. Just Stand Back
6. On the Edge Of
7. Cue the Strings
8. Step
9. When I Go Deaf
10. Broadway (So Many People)
11. Pissing
12. Death of a Salesman
13. Walk into the Sea